# Paradox: Am Abgrund der Ewigkeit
Paradox: Am Abgrund der Ewigkeit ist ein Science-Fiction-Roman des deutschen Schriftstellers Phillip P. Peterson, welcher 2015 beim Verlag Bastei Lübbe veröffentlicht wurde. Der Roman beschreibt die Reise eines Raumschiffes an den Rand des Sonnensystems, nachdem dort in exakt gleichem Abstand der Kontakt zu den beiden Voyager-Sonden abgebrochen ist.

## Handlung
In der nahen Zukunft entkommt der NASA-Astronaut Ed Walker auf der Internationalen Raumstation ISS nach einem fehlgeschlagenen Ankopplungsversuch noch knapp mit einer amerikanischen Astronautin und einem russischen Kosmonauten in einer Rettungskapsel auf die Erde. Dabei wird die ISS, die sowieso nach der Mission wegen Alter und Kosten über unbewohntem Gebiet zum Absturz gebracht werden sollte, zerstört. Mit der Beschädigung seines öffentlichen Ansehens fällt Ed Walker bei der NASA in Ungnade. Währenddessen beobachtet der Physik-Doktorand David Holmes den Kontaktverlust zu einer der Voyager-Sonden und stellt dabei ein Muster zu früheren und ähnlichen Vorfällen fest. In allen Fällen war der Abstand zur Sonne genau gleich. David Holmes vermutet dahinter einen Grund. Da es der Firma Centauri inzwischen gelungen ist, einen durch Antimaterie betriebenen Fusionsreaktor zu konstruieren, soll das Raumschiff Helios die mysteriöse Grenze erkunden und dadurch den Aufbruch der Menschheit zu anderen Sternen vorbereiten. Ed und David werden beide für die Mission ausgewählt und sollen von den Astronautinnen Wendy Michaels und Grace Cooper begleitet werden. Für beide ist die Vorbereitung problematisch: Ed wird von seiner Ehefrau Helen mit seinem früheren Versprechen konfrontiert, dass seine Mission zur ISS seine letzte werden würde. Da der Flug mit der Helios jedoch ein historischer Durchbruch sein soll, will Ed weiterhin bei diesem dabei sein und verspricht Helen erneut, es sei nun die letzte Mission. Sie lässt sich daraufhin von ihm scheiden. David muss sich dem harten Astronautentraining stellen und gibt beinahe auf, sodass ihn Ed motivieren muss. Die ungleichen Männer werden dadurch langsam zu Freunden und David entwächst langsam der theoretischen Welt seiner Notizen.
Während des Fluges kommt es innerhalb der Besatzung zu mehreren Streitereien, unter anderem über notwendige Reparaturen, die jedoch bis zur Ankunft beigelegt werden. Bei Annäherung an die mysteriöse Grenze erkennt die Besatzung den Grund in der Anwesenheit einer gewaltigen Sphäre aus selbstreplizierenden Nanorobotern, welche das gesamte Sonnensystem einschließt. Wird diese durchdrungen, schließt sich das Loch automatisch wieder. Hinter der Sphäre treffen weiterhin die Signale der verschwundenen Raumsonden ein, doch die gesamte Milchstraße ist vollkommen dunkel. Jenseits des intergalaktischen Raumes ist eine halbe Galaxie sichtbar, es ist also gerade der Prozess der Ausbreitung und Verdunklung durch die selbstreplizierenden Nanoroboter sichtbar. Es gelingt die Kontaktaufnahme zur Sphäre, wobei ihnen die Nanoroboter mitteilen, von einer weit überlegenen außerirdischen Zivilisation geschaffen wurden, um die Ausbreitung von anderen Zivilisationen im Universum zu verhindern. Um nicht entdeckt zu werden, wurde dabei der ursprüngliche Zustand des Universums auf der Sphäre vorgetäuscht. Die gesamte Entwicklung der Menschheit wurde bis ins kleinste Detail beobachtet und ebenfalls mögliche zukünftige Entwicklungen berechnet. Nach weiteren Ausschreitungen auf der Erde während des Fluges ist die Sphäre inzwischen von einer totalen Eskalation überzeugt und plant die Vernichtung der Menschheit. Als die Besatzung das verhindern will, kommt es stattdessen zur Zerstörung der Helios und ihrem Tod. Auf der Erde liest Helen noch einen letzten Brief von Ed, während bereits der von der Sphäre vorhergesagte und verheerende Krieg durch anfliegende Raketen begonnen hat, völlig unwissend von deren weiteren Plänen.

## Hintergrund
Der Roman belegte den 3. Platz beim Deutschen Science-Fiction-Preis im Jahr 2016 und war für den Kurd-Laßwitz-Preis im Jahr 2016 nominiert gewesen.
Phillip P. Peterson gab 2020 in einem Interview an, nach den ihn vollkommen überraschend gekommenen hohen Verkaufszahlen für „Transport“ zur Umsetzung einer weiteren Romanidee motiviert worden zu sein. Nachdem „Paradox“ ebenfalls sehr erfolgreich wurde, entschied er sich für eine hauptberufliche Karriere als Schriftsteller. Zu der größten Herausforderung zählte für ihn dabei das „Handwerkzeug des Schreibens“ zu lernen, wofür er „Unmengen an Büchern zu diesem Thema“ las und ebenfalls Autorenschulen besuchte.

## Kritik
Gunter Barnewald von phantastiknews.de schreibt, Phillip P. Peterson habe einiges „an Anekdoten und Mythen aus der Welt der Raumfahrttechnik mitbekommen“, was es ihm erlaube, „das Geschehen [...] sehr lebendig und unterhaltsam darzustellen“. Die Charaktere haben es zwar „faustdick hinter den Ohren“, bleiben aber „eben auch Menschen mit allen möglichen Fehlern und Schwächen“. Die Geschichte „plänkelt zunächst hin und her“, aber „die Spannung zieht zum Ende hin sehr an“. Die Schilderungen fühlen sich „sehr glaubwürdig und nachvollziehbar an“ und es wird „sehr unterhaltsam und detailreich erzählt“.
Auf Kirkus Reviews heißt es, dass Phillip P. Peterson es schaffe, Fans (wenn auch in ungleichem Maße) zufriedenzustellen („manages to satisfy (albeit in unequal measures at times) sci-fi fans“) und dass sich die Handlung hinter Pluto in geradezu kosmischen Maßstäben auszahle („when the plot finally reaches the unknown void beyond Pluto, the payoff goes into macro-cosmic territory“). Das sei dabei weitaus bitterer als die sonst üblichen optimistischen Spekulationen der Wissenschaft („far more bitter than that scientist/speculator’s ultimate optimism“). Der Roman sei eine manchmal aufwühlende Geschichte mit wissenschaftlichen Erkenntnissen und dunkler Materie auf dem Weg („sometimes-stirring space trek tale, with intriguing science and dark matter along the way“).
Eine Kritik von Udo Klotz wurde in Das Science Fiction Jahr 2016 veröffentlicht.